# Dimetilfenilpiperazinijum
Dimetilfenilpiperazinijum (DMPP) je agonist nikotinskog acetilholinskog receptora koji je selektivan za ganglionski podtip. Jedan od najranijih izveštaja o njegovoj farmakologiji ga opisuje kao stimulator gangliona i hipertenzivni agens.